# 마니시
누누 히카르두 데 올리베이라 히베이루(포르투갈어: Nuno Ricardo de Oliveira Ribeiro, 1977년 11월 11일, 포르투갈 리스본 ~ )는 마니시(포르투갈어: Maniche)라는 이름으로 더욱 널리 알려진 포르투갈의 은퇴한 축구 선수다.
그가 쓰고 있는 별명인 마니시는 1980년대 SL 벤피카 출신의 전설적인 덴마크 공격수 미카엘 마니체(Michael Manniche)와 같은 이름이다. 그의 동생 조르지 히베이루 역시 축구 선수이며 현재 SL 벤피카 소속으로 활동하고 있다.

## 국가대표팀
마니시는 UEFA 유로 2004에서 첫 메이저 대회를 치렀고, 러시아와의 조별리그에서 1골, 네덜란드와의 준결승전에서 1골을 넣으면서 팀의 준우승을 이끌었다. 이 활약으로 마니시는 이 대회의 올스타 팀에 선정됐다.
이후 포르투갈의 주전 선수로 발돋움하며 2006년 FIFA 월드컵에 출전했는데, 마니시는 멕시코와의 조별리그 2차전과 네덜란드와의 16강전에서 결승골을 넣었다. 특히 마니시는 네덜란드와의 16강전에서는 공식 맨 오브 더 매치에 선정된 것과 동시에 "네덜란드 킬러" 로서의 명성을 펼치기도 했다.
그리고 월드컵 잔여 경기에 출전하면서 팀의 4강 진출을 이끌었으며 이 활약으로 이 대회의 올스타 팀에 선정됐었다.

## 수상
- UEFA 유로 2004 올스타 팀
- 2006년 FIFA 월드컵 올스타 팀